# IC 2346
IC 2346 ist ein Doppelstern im Sternbild Krebs auf der Ekliptik, den der deutsche Astronom Max Wolf am 13. Februar 1901 fälschlich als IC-Objekt beschrieb.